# Nambikwara

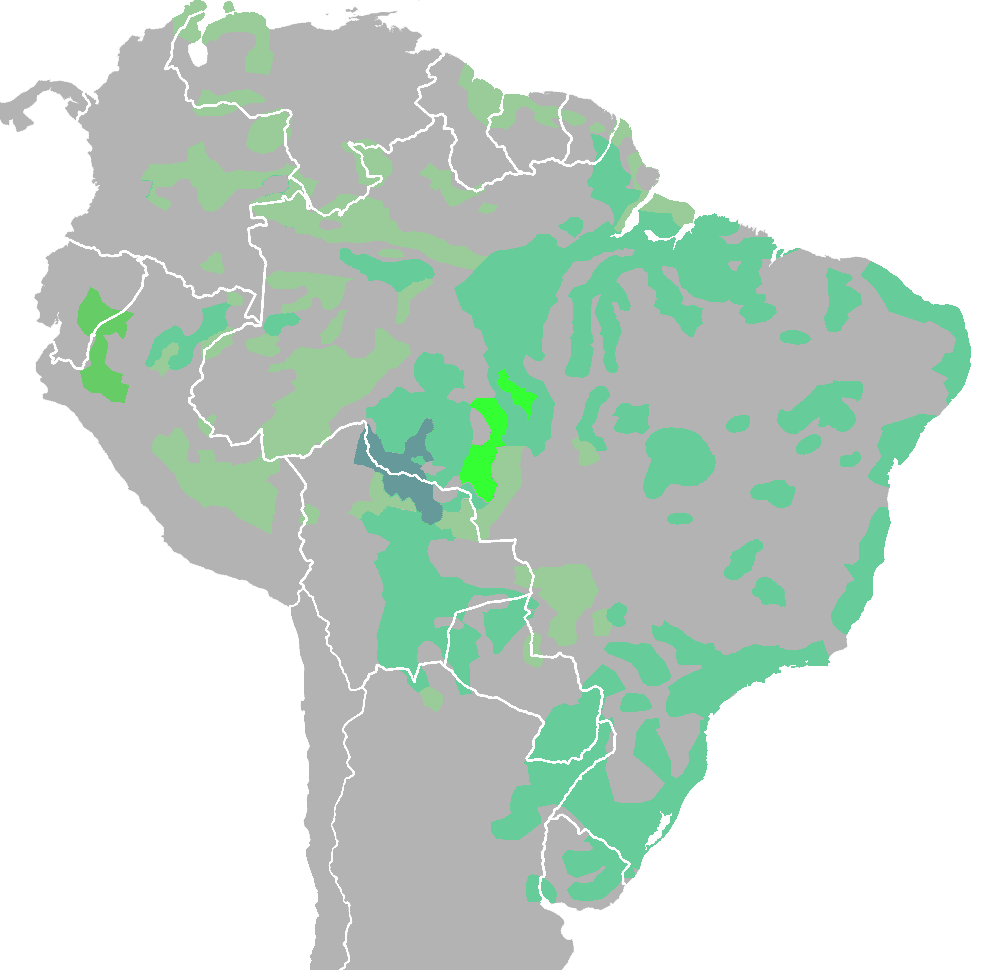
Localizzazione della enclave linguistica Nambikwara.

I Nambikwara sono una popolazione indigena del Brasile, stanziata negli stati brasiliano del Mato Grosso e Rondônia. Al momento della scoperta, la popolazione contava almeno 40000 persone. Nel 1999, secondo l'Instituto Socioambiental brasiliano, il numero di individui era sceso a 1.145, in un'area ristretta del Brasile occidentale.

## Descrizione etnografica
Il nome di questo popolo venne utilizzato dagli etnologi fin dal 1700, e la sua più probabile origine è quella di un nomignolo brasiliano di origine tupi, che vuol dire  orecchie bucate o orecchie lunghe e fa riferimento ai monili che i Nambikwara portavano ai lobi delle orecchie. 
Questo popolo vive in un territorio arido simile a savana (cespugli e piante spinose), interrotto, lungo i fiumi, da tratti di foresta a galleria.
Le attività seguono il ciclo stagionale: durante la stagione secca si dividono in bande nomadi e si dedicano alla caccia (con arco e frecce avvelenate) e alla raccolta (svolta da donne e bambini: frutti selvatici, semi, radici, lucertole, ragni, roditori, ecc.); nella stagione delle piogge vivono in villaggi provvisori, praticando l'agricoltura con il metodo taglia-e-brucia (manioca, mais, fagioli, cotone, tabacco) e la pesca. 
Esistono due tipi di insediamento dei Nambikwara, a seconda delle diverse condizioni stagionali. Nel periodo delle piogge vivono vicino ai fiumi, in villaggi composti da una o più capanne ad alveare adibite ad abitazioni, e una capanna rituale, più piccola, la “capanna flauto”. Dal 1950 il tetto a spiovente sostituì la struttura ad alveare. Molti oggetti di uso quotidiano, comuni ad altri gruppi tropicali, non sono rintracciabili presso i Nambikwara. Ad esempio l'amaca per dormire non è utilizzata, da qui il nome attribuitogli da un vicino gruppo, i Paresi, di "quelli che dormono per terra" (Uaikoakorè).
Nella stagione secca, invece, i Nambikwara conducono una vita nomade, e si stabiliscono in semplici rifugi ricavati da foglie di palma attaccate a dei pali di appoggio.
Le cerimonie rituali, connesse al ciclo stagionale, sono accompagnate da danze. La religione sciamanica comprende la credenza in numerosi spiriti della natura.

### Clan

#### Manduka
I Manduka - Nambikwara-Munduka sono un gruppo etnico del Brasile che ha una popolazione stimata in circa 27 individui. Parlano la lingua Nambikuara, Southern (D:Wasusu-NAB05) e sono principalmente di fede animista.
I pochi esponenti sopravvissuti di questo gruppo vivono nello stato brasiliano del Mato Grosso insieme ai Nambikwara, con i quali si sono integrati nel corso del XX secolo.

#### Sarare
I Sarare - Nambikwara-Sararé sono un gruppo etnico del Brasile che ha una popolazione stimata in circa 55 individui. Parlano la lingua Sarare (codice ISO 639: SRR) e sono principalmente di fede animista.
Vivono nello stato brasiliano del Mato Grosso.

## Storia
Nonostante il nome fosse già noto, questo popolo venne ufficialmente scoperto solo nel XX secolo. 
Il primo contatto fu stabilito nel corso delle spedizioni successive del 1907 e del 1908 condotte dal generale Cândido Rondon per conto del governo brasiliano, in vista della costruzione di una linea telegrafica che collegasse il Brasile nord-occidentale con l'allora capitale Rio de Janeiro.
La costruzione del telegrafo continuò fino al 1915, e i Nambikwara ebbero regolarmente scambi e contatti con gli operai, i soldati e i funzionari della Commissione telegrafica.
Nel 1911 fu pubblicato il Rapporto etnologico di Rondon, oltre a diversi testi e articoli di membri della sua spedizione.
I Nambikwara furono nuovamente osservati da Claude Lévi-Strauss, in una missione condotta con la moglie Dina Dreyfus e col collega brasiliano Luís de Castro Faria nel 1938. Le risultanze dell'analisi - condotte per la prima volta secondo i più evoluti crismi dell'antropologia culturale - confluirono in una tesi complementare di dottorato pubblicata nel 1948 (La vie familiale et sociale des indiens Nambikwara). Lévi-Strauss riprenderà queste osservazioni nel suo capolavoro Tristes Tropiques pubblicato nel 1955.
Negli anni cinquanta, il territorio nel quale i Nambikwara erano stanziati nell'area compresa tra il rio Papagaio a est fino alla confluenza dei fiumi Commemoraçao de Floriano e Barao de Melgaço, ai confini dell'altopiano del Mato Grosso.
Collegamenti esterni
- Fundação Nacional do Índio
- People groups of Brazil da Peoplegroups.org
- Languages of Brazil da Ethnologue